# Of a Revolution
O.A.R. (Of a Revolution) – amerykański zespół rockowy założony w 1996 roku w Rockville, w stanie Maryland.

## Członkowie
- Marc Roberge – śpiew, gitara rytmiczna
- Chris Culos – perkusja, instrumenty perkusyjne
- Richard On – gitara elektryczna
- Benj Gershman – gitara basowa
- Jerry DePizzo (dołączył w 1999 roku) – saksofon
- Mikel Paris (dołączył w 2006 roku – tylko trasy koncertowe) – instrumenty klawiszowe, instrumenty perkusyjne

## Dyskografia

### Albumy studyjne
| Rok  | Tytuł                   | Wytwórnia        |
| ---- | ----------------------- | ---------------- |
| 1997 | The Wanderer            | Oarfin           |
| 1999 | Souls Aflame            | Oarfin           |
| 2001 | Risen                   | Everfine         |
| 2003 | In Between Now and Then | Lava Records     |
| 2005 | Stories of a Stranger   | Lava Records     |
| 2008 | All Sides               | Atlantic Records |

### Albumy koncertowe
| Rok  | Tytuł                           | Wytwórnia                 |
| ---- | ------------------------------- | ------------------------- |
| 2002 | Any Time Now                    | Everfine                  |
| 2003 | Found                           | -                         |
| 2004 | 34th & 8th                      | Everfine                  |
| 2005 | Bonnaroo                        | -                         |
| 2007 | Live From Madison Square Garden | Atlantic Records          |
| 2010 | Rain or Shine                   | Atlantic Records/Everfine |

### Single
| Rok  | Tytuł               | Album                 |
| ---- | ------------------- | --------------------- |
| 2003 | „Hey Girl”          | In Between Now & Then |
| 2005 | „Love and Memories" | Stories of a Stranger |
| 2006 | „Heard The World"   | Stories of a Stranger |
| 2006 | „Lay Down"          | Stories of a Stranger |

### EPs
| Rok  | Tytuł                           | Wytwórnia                 |
| ---- | ------------------------------- | ------------------------- |
| 2002 | Social Music (Vol. 1)           | Tritone                   |
| 2003 | Revisited                       | Lava Records              |
| 2005 | Rolling Stone Original          | Everfine                  |
| 2005 | The Stranger                    | Lava Records              |
| 2008 | Shattered (Turn The Car Around) | Atlantic Records          |
| 2009 | Hello, Tommorow – Live          | Atlantic Records/Everfine |

### DVD
| Rok  | Tytuł                           | Wytwórnia        |
| ---- | ------------------------------- | ---------------- |
| 2007 | Live From Madison Square Garden | Atlantic Records |